# Ликург пехар
Ликург Пехар , (лат. Dietration) је," умрежени пехар“ из 4. вијека прије нове ере, спектакуларан рад у римском стаклу. Састоји се од унутрашњег пехара и спољашњег кавеза или украсне љуске, која се издваја из тијела пехара, за који је везана кратком стабљиком или дршком. За израду кавеза кориштен је кобалт. Висина тијела пехара је 149 мм.

## Хеленистичкии римски период (323 п. н. е. - 4. вијек)
Пехар приказује натпис из Пан хеленског периода. Испод ивице пехара је латински натпис "VIVAS PANELLENI BONAS" кодификовано на Грчки језик "Καλή διαβίωση ΠΑΝΕΛΛΗΝΙ". Од савремених Словенских језика у директној кодификацији са Грчког језика сачуван је на Руском језику „Благосостояние Всегреческое“. Познато је постајање педесетак примјерака од којих је само пар cачувано у цјелини. Ликург Пехар из римског насеља у Коминима је једини сачувани, Пехар са Пан хеленским натписом .

## Историја
Ликург Пехар је направљен у Колонија Агрипина у вијеку прије нове ере. У одличном стању вјероватно је, као и други римски луксузни предмети увијек био чуван изнад површине тла. Најчешће такви објекти завршавали cу у релативно сигурном окружењу црквене благајне. Чаша је ископана током археолошких ископавања 1975. године. у гробу у округу једне од некропола археолошки дјелимично истраженог римског насеља у Коминима у близини Пљеваља у Црној Гори.